# Čelovce (district de Prešov)
Čelovce (hongrois : Cselfalva) est un village de Slovaquie situé dans la région de Prešov.

## Histoire
Première mention écrite du village en 1355.

## Démographie

### Évolution de la population
| Année:               | 1994. | 2004.    | 2014.   | 2024.    |
| -------------------- | ----- | -------- | ------- | -------- |
| Nombre de personnes: | 264   | 303      | 324     | 394      |
| Différence:          |       | +14,77 % | +6,93 % | +21,60 % |

| Année:               | 2023. | 2024.   |
| -------------------- | ----- | ------- |
| Nombre de personnes: | 375   | 394     |
| Différence:          |       | +5,06 % |